# لويز لاتيمر
لويز لاتيمر (بالإنجليزية: Louise Latimer)‏ هي ممثلة أمريكية، ولدت في 6 مارس 1913 في الولايات المتحدة، وتوفيت في 16 يونيو 1973 في إسبانيا بسبب مرض.

## وصلات خارجية
- لويز لاتيمر على موقع IMDb (الإنجليزية)
- لويز لاتيمر على موقع قاعدة بيانات الفيلم (الإنجليزية)